# Ниро, Лора
Ло́ра Ни́ро (англ. Laura Nyro, [ˈnɪəroʊ] (18 октября 1947 года — 8 апреля 1997 года) — американская певица, композитор и поэт-песенник, пианистка.
Согласно журналу «Rolling Stone», «своими поэтичными текстами, эмоциональным вокальным стилем и черпавшими много из госпела и соула свободными по форме композициями Ниро оказала большое влияние как на своих современников, так и на будущие поколения». Как писала газета «New York Times», «со своим раскованными вокальными завываниями она также помогла становлению […] стиля голубоглазый соул, названного так потому, что он был популяризирован белыми певцами, имитировавшими своих чёрных кумиров». AllMusic также пишет, что артистическое наследие Лоры Ниро — это «необыкновенно мощная вокальная фразировка, создающие сильные образы тексты и алхимический сплав структур госпела, соула, фанка и джаза».
Хотя записи Лоры Ниро получали высокую оценки критиков, более успешными её песни были в устах других исполнителей. Наиболее известна поэтому она была по таким исполненным другими хитам, как «Wedding Bell Blues» (хит в исполнении Fifth Dimension), «Stoned Soul Picnic» (Fifth Dimension), «Sweet Blindness» (Fifth Dimension), «And When I Die» (хит в исполнениях трио Peter, Paul and Mary и группы Blood, Sweat and Tears), «Stoney End» (в исполнении Барбры Стрейзанд) и «Eli’s Comin’» (Three Dog Night). Сама она так и не заработала ни одного золотого диска, и ни один из её синглов не стал хитом.
Родилась в Бронксе, город Нью-Йорк, 18 октября 1947 года. Ещё тинейджером начала выступать на нью-йоркских улицах и в метро. Со временем с ней заключили звукозаписывающий контракт. В 1967 году выступила на знаменитом Монтерейском поп-фестивале. Также примечательно, что в начале карьеры продюсера Дэвида Геффена она была одним из основных исполнителей в его арсенале.
Умерла в 1997 году в возрасте 49 лет от рака яичников.
В 2012 году певица включена в Зал славы рок-н-ролла (именно как исполнитель, то есть в категории «Исполнители»).
Племянница художников Терезы Бернштейн и Уильяма Мейеровица.

## Дискография
- См. «Laura Nyro § Discography» в английском разделе.